# Gran Critérium Ciudad de Dos Hermanas
El Gran Critérium Ciudad de Dos Hermanas fue uno de los grandes premios que se disputaba en el Gran Hipódromo de Andalucía de Dos Hermanas, durante la temporada de invierno, en el mes de diciembre. La carrera estaba destinada a potros y potrancas de dos años sobre una distancia de 1.600 metros y formaba parte de la Santander Cup.

## Palmarés[1][2]
| Gran Critérium Ciudad de Dos Hermanas |                         |                |                       |               |       |
| 2023                                  | SOUVENIR D’ECAJUEL (FR) | Václav Janáček | Guillermo Arizkorreta | Yeguada Rocío | 1600m |
| 2022                                  | SOMMERSUN (FR)          | Borja Fayos    | Francisco Rodríguez   | Cuadra AFF SL | 1600m |